# Condado de Rawlins
El condado de Rawlins (en inglés: Rawlins County), fundado en 1873, es uno de 105 condados del estado estadounidense de Kansas. En el año 2005, el condado tenía una población de 2,672 habitantes y una densidad poblacional de 1 personas por km². La sede del condado es Atwood. El condado recibe su nombre en honor a John Aaron Rawlins. 

## Geografía
Según la Oficina del Censo, el condado tiene un área total de 2771 km² (1069,9 mi²), de la cual 2770 km² (1069,5 mi²) es tierra y 1 km² (0,3861003861 mi²) (0.001%) es agua.

### Condados adyacentes
- Condado de Hitchcock, Nebraska (norte)
- Condado de Red Willow, Nebraska (noreste)
- Condado de Decatur (este)
- Condado de Thomas (sur)
- Condado de Sherman (suroeste)
- Condado de Cheyenne (oeste)
- Condado de Dundy, Nebraska (noroeste)

## Demografía
Según la Oficina del Censo en 2000, los ingresos medios por hogar en el condado eran de $32,105, y los ingresos medios por familia eran $40,074. Los hombres tenían unos ingresos medios de $26,719 frente a los $19,750 para las mujeres. La renta per cápita para el condado era de $17,161. Alrededor del 12.50% de la población estaban por debajo del umbral de pobreza.

## Transporte

### Autopistas principales
- Ruta Estatal de Kansas 17
- Ruta Estatal de Kansas 25

## Localidades
Población estimada en 2004;
- Atwood, 1,175 (sede)
- McDonald, 144
- Herndon, 141

### Municipios
El condado de Rawlins está dividido entre diez municipios. El condado no tiene ninguna ciudad independiente a nivel de gobierno, y todos los datos de población para el censo e las ciudades son incluidas en el municipio.

## Educación

### Distritos escolares
- Rawlins County USD 105